# Arme Lena!
Arme Lena! è un film del 1918, diretto da Otto Rippert.

## Trama
Il barone Vacono è un grande ammiratore di Lena Schmidt, ballerina di fila, e ne diviene forse più che un amico sincero.
Un giorno Lena vince una discreta somma alla lotteria, e decide di concedersi - insieme ad una sua amica più anziana, la signora Schmidt, sarta teatrale - una vacanza lussuosa in una rinomata località balneare, dove si fanno passare per madre e figlia, ricche straniere.
I creditori assediano Gustaaf Lindner - pittore privo non tanto di talento, quanto piuttosto di sostanze - al punto da consigliargli di sfruttare la propria prestanza per accaparrarsi una moglie ricca, che avrebbe messo fine alle sue croniche difficoltà finanziarie. Così sfruttano i suoi ultimi non prosperi ricavati per rivestirlo a nuovo ed inviarlo – col nome d'arte di Gustave Lenormand, rinomato quanto inventato pittore parigino -  nel luogo prescelto per la caccia alla dote, la stessa località in cui si trovano Lena e l'amica.
Puntualmente Lena e Gustaaf si incontrano, si piacciono e decidono di sposarsi, anche quando uno dei creditori del pittore, Poppler, e il barone Vacono, passano a trovarli – per motivi diversi, anzi opposti: il primo a sincerarsi della riuscita del piano, il secondo a dichiararsi alla ragazza  – , e rendono noto che nessuno di essi è ricco, come ciascuno dei due credeva dell'altro, ed anzi uno di loro – Lenormand – è, propriamente parlando, inesistente. Ma Gustaaf deve sottostare all'ultimatum di Poppler, che, resosi conto che Lena non è ricca, lo costringe a lasciarla. Lena è distrutta e nello stesso tempo adirata.
Passano gli anni: Lena – con il nome di Lona – è diventata una rinomata e benestante étoile della danza, mentre Gustaaf deve impegnare una propria tela, un ritratto di Lena. Ma in breve tempo il quadro finisce esposto in una nota galleria d'arte, e viene venduto ad un prezzo eccezionale: l'uomo che gli consegna il ricavato dice a Gustaaf che l'acquirente, la danzatrice Lona, vorrebbe incontrarlo.
Gustaaf si reca quindi dall'acquirente, e scopre allora trattarsi di Lena: egli si getta in ginocchio chiedendole perdono per averla lasciata in malo modo. Ella si dichiara soddisfatta per aver ottenuto, dopo tanti anni, la vendetta, e, altera, lo caccia di casa, mentre vi sta invece entrando il barone Vacono.

## Produzione
La pellicola conservata al Film Insituut Nederland consta di 4 bobine per una lunghezza complessiva di 1371 metri.

## Distribuzione
Il film è uscito nelle sale cinematografiche tedesche il 1º novembre 1918 al Marmorhaus di Berlino.